# Кады-Келечи
Кады́-Келечи́ (укр. Кади-Келечі, крымскотат. Qadı Keleçi, Къады Келечи) — исчезнувшее село в Ленинском районе Республики Крым, располагавшееся в центре района и Керченского полуострова, примерно в 3 км к югу от современного села Ленинское.

## История
Первое документальное упоминание села встречается в Камеральном Описании Крыма… 1784 года, судя по которому, в последний период Крымского ханства Гаджи Келеджи входил в Орта Керченский кадылык Кефинского каймаканства. После присоединения Крыма к России (8) 19 апреля 1783 года, (8) 19 февраля 1784 года, именным указом Екатерины II сенату, на территории бывшего Крымского Ханства была образована Таврическая область и деревня была приписана к Левкопольскому, а после ликвидации в 1787 году Левкопольского — к Феодосийскому уезду Таврической области. Перед Русско-турецкой войной 1787—1791 годов производилось выселение крымских татар из прибрежных селений во внутренние районы полуострова. В конце 1787 года из Казевли были выведены все жители — 62 души. В конце войны, 14 августа 1791 года всем было разрешено вернуться на место прежнего жительства. После Павловских реформ, с 1796 по 1802 год, входила в Акмечетский уезд Новороссийской губернии. По новому административному делению, после создания 8 (20) октября 1802 года Таврической губернии, Кады-Келечи был определён центром Кадыкелечинской волости Феодосийского уезда.
По Ведомости о числе селений, названиях оных, в них дворов… состоящих в Феодосийском уезде от 14 октября 1805 года , в деревне Кады-Келе числилось 16 дворов и 115 жителей. На военно-топографической карте генерал-майора Мухина 1817 года деревня Кадикелече обозначена также с 16 дворами. После реформы волостного деления 1829 года Кады Келечи, согласно «Ведомости о казённых волостях Таврической губернии 1829 года», отнесли к Чалтемирской волости (переименованной из Кадыкелечинской), лишив статуса волостного центра. Видимо, вследствие эмиграции крымских татар в Турцию, деревня опустела и на карте 1836 года в деревне 6 дворов, а на карте 1842 года Кады Келечи обозначен условным знаком «малая деревня», то есть, менее 5 дворов.
В 1860-х годах, после земской реформы Александра II, деревню приписали к Петровской волости. Согласно «Памятной книжке Таврической губернии за 1867 год», деревня Кады Келечи была покинута жителями в 1860—1864 годах, в результате эмиграции крымских татар, особенно массовой после Крымской войны 1853—1856 годов, в Турцию и представляла собой пустое место. На трёхверстовой карте Шуберта 1865—1876 года в деревне Дады-Келечи обозначено 6 дворов. По «…Памятной книжке Таврической губернии на 1892 год» в безземельной деревне Кады-Келечи, не входившей ни в одно сельское общество, жителей и домохозяйств не числилось. В дальнейшем в доступных исторических документах не встречается.